# Johannes Bruhn
Johannes Bruhn, född 9 januari 1823, död 10 november 1902, var en dansk ingenjör.
Bruhn, som var son till inspektören vid St. Petri realskole i Köpenhamn Johannes Bruhn, blev polyteknisk kandidat 1847. Han blev 1851 assistent och 1868 ingenjör vid statens vattenbyggnadsväsende, i vilken post han hade tillsyn över de kommunala hamnarna på Jylland och Själland samt ledningen av arbetena vid regleringen av Gudenå. Han projekterade och ledde utförandet av flera hamnanläggningar, främst i Nibe och Fredericia, och var sedan 1878 teknisk medlem av styrelsen för Helsingørs hamn, varigenom han hade stort inflytande på de där företagna betydande arbetena vid utbyggnaden av hamnen.